# ユベール・ヴェドリーヌ
ユベール・ヴェドリーヌ（フランス語：Hubert Védrine、1947年7月31日 - ）は、フランスの政治家、官僚。

## 経歴
1947年7月31日にクルーズ県サン・シルヴァン・ベルギャルドに誕生する。パリ政治学院とフランス国立行政学院（ENA）を卒業して文化省に入る。大統領府事務総長付対外関係担当補佐官などを経て、1991年から1995年までフランソワ・ミッテラン政権で大統領府事務局長を務め、外交顧問としての役割を果たした。1997年に第3次コアビタシオンでリオネル・ジョスパン内閣が成立すると外務大臣として入閣し、2002年まで務める。在任中にアメリカ同時多発テロ事件が起こり、アメリカの対テロ戦争に一定の支持を与えたが、一方で「同盟すれども同調せず」の名文句により、アメリカの判断に賛同しているわけではないことも示し、フランスの独自路線つまりフランスにはフランス自体の自主性や判断があるとの根本原則を堅持した。「左翼のゴーリスト（ド・ゴール主義者）」とも言われる。
2002年フランス大統領選挙でジャック・シラク大統領が再選し、ラファラン内閣が成立したため外務大臣を辞任する。後任にはドミニク・ガルゾー・ド・ビルパンが就任した。尤もヴェドリーヌ、ド・ビルパン、シラクはアメリカの単独行動主義に反対する姿勢では共通し、ヴェドリーヌはアメリカの一極支配をハイパーパワーの用語で表現している。
外務大臣辞任後は母校であるパリ政治学院で教鞭を執っている。
1998年にシラク大統領の訪日に随行している。